# Câu lạc bộ bóng đá Hoàng Anh Gia Lai mùa bóng 2023
Mùa bóng 2023 là mùa giải chính thức thứ 43 trong lịch sử của câu lạc bộ bóng đá Hoàng Anh Gia Lai và là mùa thứ 21 liên tiếp đội bóng thi đấu tại V.League 1, giải bóng đá cấp độ cao nhất trong hệ thống giải đấu của bóng đá Việt Nam.

## Đội hình
Ghi chú: Quốc kỳ chỉ đội tuyển quốc gia được xác định rõ trong điều lệ tư cách FIFA. Các cầu thủ có thể giữ hơn một quốc tịch ngoài FIFA.
| Số | VT | Quốc gia   | Cầu thủ                      |
| -- | -- | ---------- | ---------------------------- |
| 1  | TM | Việt Nam   | Dương Văn Lợi                |
| 2  | HV | Việt Nam   | Lê Văn Sơn                   |
| 3  | HV | Việt Nam   | Lê Văn Đại                   |
| 4  | TV | Việt Nam   | Châu Ngọc Quang              |
| 5  | HV | Việt Nam   | Nguyễn Hữu Anh Tài           |
| 6  | TV | Việt Nam   | Trần Thanh Sơn               |
| 7  | TĐ | Bồ Đào Nha | Paollo Madeira               |
| 8  | TV | Việt Nam   | Trần Minh Vương              |
| 9  | TĐ | Việt Nam   | Đinh Thanh Bình              |
| 10 | TĐ | Việt Nam   | Lê Minh Bình                 |
| 11 | TV | Việt Nam   | Nguyễn Tuấn Anh (đội trưởng) |
| 12 | TĐ | Brasil     | Washington Brandão           |
| 17 | TV | Việt Nam   | Võ Đình Lâm                  |
| 19 | TĐ | Việt Nam   | Nguyễn Quốc Việt             |

| Số | VT | Quốc gia | Cầu thủ           |
| -- | -- | -------- | ----------------- |
| 20 | TV | Việt Nam | Trần Bảo Toàn     |
| 23 | HV | Việt Nam | Nguyễn Thanh Nhân |
| 24 | TV | Việt Nam | Nguyễn Đức Việt   |
| 25 | TM | Việt Nam | Trần Trung Kiên   |
| 26 | TM | Việt Nam | Huỳnh Tuấn Linh   |
| 27 | HV | Việt Nam | Nguyễn Văn Triệu  |
| 28 | TĐ | Việt Nam | Nguyễn Văn Anh    |
| 29 | TV | Việt Nam | Âu Dương Quân     |
| 34 | TV | Việt Nam | Lê Hữu Phước      |
| 44 | HV | Sénégal  | Papé Diakité      |
| 62 | HV | Việt Nam | Phan Du Học       |
| 66 | TV | Việt Nam | Trần Đình Bảo     |
| 82 | HV | Việt Nam | A Hoàng           |
| 86 | TV | Việt Nam | Dụng Quang Nho    |

## Chuyển nhượng

### Đầu mùa giải

#### Chuyển đến
| #  | VT | Cầu thủ            | Từ                    | Phí          | Ref.  |
| -- | -- | ------------------ | --------------------- | ------------ | ----- |
| 1  | HV | Lê Văn Đại         | Becamex Bình Dương    | Tự do        | [ 1 ] |
| 2  | TĐ | Dụng Quang Nho     | Hải Phòng             | Hết hạn mượn | [ 1 ] |
| 3  | TV | Châu Ngọc Quang    | Hải Phòng             | Hết hạn mượn | [ 1 ] |
| 4  | HV | Nguyễn Hữu Anh Tài | Công an Hà Nội        | Hết hạn mượn | [ 1 ] |
| 5  | TV | Trần Thanh Sơn     | Công an Hà Nội        | Hết hạn mượn | [ 1 ] |
| 6  | TĐ | Đinh Thanh Bình    | Công an Hà Nội        | Hết hạn mượn | [ 1 ] |
| 7  | TĐ | Nguyễn Văn Anh     | Công an Hà Nội        | Hết hạn mượn | [ 1 ] |
| 8  | HV | Phan Du Học        | Công an Hà Nội        | Hết hạn mượn | [ 1 ] |
| 9  | TV | Âu Dương Quân      | Huế                   | Hết hạn mượn | [ 1 ] |
| 10 | TĐ | Nguyễn Quốc Việt   | Nutifood              | Tự do        | [ 1 ] |
| 11 | TV | Trần Đình Bảo      | Thành phố Hồ Chí Minh | Tự do        | [ 1 ] |
| 12 | TĐ | Paollo Madeira     | Hồng Lĩnh Hà Tĩnh     | Tự do        | [ 1 ] |
| 13 | HV | Papé Diakité       | Terengganu FC         | Tự do        | [ 1 ] |

#### Rời đi
| #  | VT | Cầu thủ               | Đến                 | Phí   | Ref.  |
| -- | -- | --------------------- | ------------------- | ----- | ----- |
| 1  | TĐ | Huỳnh Tiến Đạt        | Topenland Bình Định | Tự do | [ 1 ] |
| 2  | HV | Nguyễn Phong Hồng Duy | Thép Xanh Nam Định  | Tự do | [ 1 ] |
| 3  | HV | Nguyễn Hữu Tuấn       | Thép Xanh Nam Định  | Tự do | [ 1 ] |
| 4  | TM | Lê Văn Trường         | Khánh Hòa           | Tự do | [ 1 ] |
| 5  | HV | Nguyễn Văn Việt       | Khánh Hòa           | Tự do | [ 1 ] |
| 6  | TV | Lương Xuân Trường     | Hải Phòng           | Tự do | [ 1 ] |
| 7  | HV | Vũ Văn Thanh          | Công an Hà Nội      | Tự do | [ 1 ] |
| 8  | HV | Steven Đặng           | Becamex Bình Dương  | Tự do | [ 1 ] |
| 9  | TĐ | Nguyễn Công Phượng    | Yokohama FC         | Tự do | [ 1 ] |
| 10 | TĐ | Nguyễn Văn Toàn       | Seoul E-Land FC     | Tự do | [ 1 ] |
| 11 | TV | Trần Hữu Đông Triều   | Quảng Nam           | Tự do | [ 1 ] |
| 12 | HV | Ahn Sae-hee           | Penang FC           | Tự do | [ 1 ] |
| 13 | TĐ | Bruno Henrique        | Không có            | Tự do | [ 1 ] |
| 14 | HV | Mauricio Teixeira     | Madureira-RJ        | Tự do | [ 1 ] |

### Giữa mùa giải

#### Rời đi
| # | VT | Cầu thủ    | Đến     | Phí   | Ref.  |
| - | -- | ---------- | ------- | ----- | ----- |
| 1 | HV | Lê Văn Đại | Chưa có | Tự do | [ 2 ] |

## Tiền mùa giải và giao hữu
Trước mùa giải 2023, Hoàng Anh Gia Lai không có bất kỳ một trận đấu giao hữu nào mà chỉ tập luyện tại Trung tâm Bóng đá Hàm Rồng.

## Mùa giải

### Kết quả tổng quát
| Giải đấu     | Trận đấu đầu tiên | Trận đấu cuối cùng | Vòng đấu mở màn | Vị trí chung cuộc | Thành tích | Thành tích | Thành tích | Thành tích | Thành tích | Thành tích | Thành tích | Thành tích |
| Giải đấu     | Trận đấu đầu tiên | Trận đấu cuối cùng | Vòng đấu mở màn | Vị trí chung cuộc | ST         | T          | H          | B          | BT         | BB         | HS         | % thắng    |
| ------------ | ----------------- | ------------------ | --------------- | ----------------- | ---------- | ---------- | ---------- | ---------- | ---------- | ---------- | ---------- | ---------- |
| V.League 1   | 3 tháng 2, 2023   | 11 tháng 8, 2023   | Vòng 1          | 10                | 18         | 5          | 8          | 5          | 19         | 19         | +0         | 027,78     |
| Cúp Quốc gia | 7 tháng 7, 2023   | 11 tháng 7, 2023   | Vòng 1/8        | Tứ kết            | 2          | 1          | 1          | 0          | 2          | 1          | +1         | 050,00     |
| Tổng cộng    | Tổng cộng         | Tổng cộng          | Tổng cộng       | Tổng cộng         | 20         | 6          | 9          | 5          | 21         | 20         | +1         | 030,00     |

Cập nhật lần cuối: 25 tháng 6, 2023
Nguồn: Các giải đấu

### Giải vô địch quốc gia
Lịch thi đấu Giải bóng đá Vô địch Quốc gia 2023 được công bố vào ngày 26 tháng 12 năm 2022.

#### Bảng xếp hạng
| VT | Đội               | ST | T | H | B | BT | BB | HS | Đ  | Giành quyền tham dự               |
| -- | ----------------- | -- | - | - | - | -- | -- | -- | -- | --------------------------------- |
| 8  | Hồng Lĩnh Hà Tĩnh | 13 | 4 | 6 | 3 | 20 | 20 | 0  | 18 | Tham dự nhóm vô địch giai đoạn 2  |
| 9  | Sông Lam Nghệ An  | 13 | 3 | 7 | 3 | 14 | 15 | −1 | 16 | Tham dự nhóm trụ hạng giai đoạn 2 |
| 10 | Hoàng Anh Gia Lai | 13 | 2 | 8 | 3 | 15 | 16 | −1 | 14 | Tham dự nhóm trụ hạng giai đoạn 2 |
| 11 | Khánh Hòa         | 13 | 2 | 7 | 4 | 11 | 14 | −3 | 13 | Tham dự nhóm trụ hạng giai đoạn 2 |
| 12 | SHB Đà Nẵng       | 13 | 1 | 7 | 5 | 8  | 15 | −7 | 10 | Tham dự nhóm trụ hạng giai đoạn 2 |

#### Kết quả tổng quát
| Tổng thể | Tổng thể | Tổng thể | Tổng thể | Tổng thể | Tổng thể | Tổng thể | Tổng thể | Sân nhà | Sân nhà | Sân nhà | Sân nhà | Sân nhà | Sân nhà | Sân khách | Sân khách | Sân khách | Sân khách | Sân khách | Sân khách |
| ST       | T        | H        | B        | BT       | BB       | HS       | Đ        | T       | H       | B       | BT      | BB      | HS      | T         | H         | B         | BT        | BB        | HS        |
| -------- | -------- | -------- | -------- | -------- | -------- | -------- | -------- | ------- | ------- | ------- | ------- | ------- | ------- | --------- | --------- | --------- | --------- | --------- | --------- |
| 11       | 2        | 7        | 2        | 15       | 15       | 0        | 13       | 1       | 4       | 0       | 6       | 5       | +1      | 1         | 3         | 2         | 9         | 10        | −1        |

#### Kết quả từng vòng
| Vòng    | 1  | 2 | 3 | 4 | 5 | 6 | 7 | 8 | 9 | 10 | 11 | 12 | 13 |
| ------- | -- | - | - | - | - | - | - | - | - | -- | -- | -- | -- |
| Sân     | H  | A | A | H | A | H | A | H | A | H  | A  | H  | A  |
| Kết quả | D  | D | D | D | W | D | L | D | D | W  | L  | D  |    |
| Vị trí  | 10 | 8 | 8 | 9 | 5 | 6 | 8 | 9 | 9 | 8  | 9  | 9  |    |

#### Các trận đấu
Thắng  Hòa  Thua
  Chưa thi đấu
| 4 tháng 2 năm 2023 1 - GĐ1 | Hoàng Anh Gia Lai                                          | 0–0                     | Hồng Lĩnh Hà Tĩnh                                                 | Pleiku, Gia Lai                                                    |  |
| 17:00                      | - Châu Ngọc Quang 53' - Papé Diakité 75' - Võ Đình Lâm 86' | Chi tiết FPT Play, VTV5 | - Liễu Quang Vinh 38' - Hà Minh Tuấn 45+1' 87' - Võ Ngọc Toàn 80' | Sân vận động: Pleiku Lượng khán giả: 9.000 Trọng tài: Vũ Nguyên Vũ |  |

| 8 tháng 2 năm 2023 2 - GĐ1 | Becamex Bình Dương                                                                                  | 1–1               | Hoàng Anh Gia Lai     | Thủ Dầu Một, Bình Dương                                           |  |
| 17:00                      | - João Guilherme Barcelos 35' - Trương Dũ Đạt 39' - Trần Đình Khương 41' - Rimario Gordon 59' 90+2' | Chi tiết FPT Play | - Châu Ngọc Quang 51' | Sân vận động: Gò Đậu Lượng khán giả: 5.000 Trọng tài: Đỗ Thành Đệ |  |

| 14 tháng 2 năm 2023 3 - GĐ1 | Thép Xanh Nam Định                           | 2–2               | Hoàng Anh Gia Lai                                | Thành phố Nam Định, Nam Định                      |  |
| 18:00                       | - Dương Thanh Hào 2' - Đoàn Thanh Trường 84' | Chi tiết FPT Play | - Châu Ngọc Quang 79' - Washington Brandão 90+1' | Sân vận động: Thiên Trường Lượng khán giả: 18.000 |  |

| 19 tháng 2 năm 2023 4 - GĐ1 | Hoàng Anh Gia Lai                        | 1–1               | Công an Hà Nội                     | Pleiku, Gia Lai                                                         |  |
| 17:00                       | - Papé Diakité 59' - Paollo Oliveira 73' | Chi tiết FPT Play | - Phan Văn Đức 76' - Jhon Cley 83' | Sân vận động: Pleiku Lượng khán giả: 11.000 Trọng tài: Nguyễn Ngọc Châu |  |

| 06 tháng 4 năm 2023 5 - GĐ1 | Viettel                                                                                           | 1–4      | Hoàng Anh Gia Lai | Đống Đa, Hà Nội                                                          |  |
| 19:15                       | - Bùi Tiến Dũng 10' 21' (ph.đ.) - Nguyễn Hữu Thắng 24' - Nguyễn Đức Chiến 69' - Phan Tuấn Tài 86' | Chi tiết | - Châu Ngọc Quang 13' - Papé Diakité 17' - Trần Minh Vương 51' - Nguyễn Quốc Việt 67' - Paollo Oliveira 69' 76' - Dụng Quang Nho 78' | Sân vận động: Hàng Đẫy Lượng khán giả: 3.500 Trọng tài: Hoàng Thanh Bình |  |

| 11 tháng 4 năm 2023 6 - GĐ1 | Hoàng Anh Gia Lai                                                   | 1–1               | Khánh Hòa                              | Pleiku, Gia Lai                                                         |  |
| 17:00                       | - Trần Đình Bảo 16' - Châu Ngọc Quang 44' - Nguyễn Thanh Nhân 45+1' | Chi tiết FPT Play | - Jairo Rodrigues 46' - Yago Ramos 62' | Sân vận động: Pleiku Lượng khán giả: 9.000 Trọng tài: Nguyễn Trung Kiên |  |

| 15 tháng 5 năm 2023 7 - GĐ1 | Sông Lam Nghệ An                                            | 3–1      | Hoàng Anh Gia Lai                     | Thành phố Vinh, Nghệ An |  |
| 18:00                       | - Michael Olaha 2' - Jordy Soladio 36' - Đinh Xuân Tiến 58' | Chi tiết | - Paollo Madeira Oliveira 42' (ph.đ.) | Sân vận động: Vinh      |  |

| 19 tháng 5 năm 2023 8 - GĐ1 | Hoàng Anh Gia Lai                               | 2–2               | Đông Á Thanh Hóa                                                      | Pleiku, Gia Lai                                                        |  |
| 17:00                       | - Trần Minh Vương 23' - Đinh Thanh Bình 87' 88' | Chi tiết FPT Play | - Nguyễn Minh Tùng 27' - Paulo Conrado 53' 59' - Bruno Cantanhede 77' | Sân vận động: Pleiku Lượng khán giả: 6.000 Trọng tài: Nguyễn Ngọc Châu |  |

| 27 tháng 5 năm 2023 9 - GĐ1 | SHB Đà Nẵng                                     | 1–1                             | Hoàng Anh Gia Lai | Cẩm Lệ, Đà Nẵng                                                    |  |
| 17:00                       | - Phan Văn Biểu 69' - Rodrigo Da Silva Dias 70' | Chi tiết FPT Play, VTV5, VTV5TN | - Dụng Quang Nho 48' - Paollo Madeira Oliveira 65' - Washington Brandão Dos Santos 65' - Đinh Thanh Bình 69' - Lê Hữu Phước 90+3' | Sân vận động: Hòa Xuân Lượng khán giả: 5,000 Trọng tài: Lê Vũ Linh |  |

| 31 tháng 5 năm 2023 10 - GĐ1 | Hoàng Anh Gia Lai | 1–0                             | Hà Nội                    | Pleiku, Gia Lai                                                    |  |
| 17:00                        | - Paollo Madeira Oliveira 6' (ph.đ.) - Đinh Thanh Bình 11' - Trần Đình Bảo 70' - Lê Văn Sơn 86' - Nguyễn Văn Triệu 89' | Chi tiết FPT Play, HTV Thể thao | - Trương Văn Thái Quý 87' | Sân vận động: Pleiku Lượng khán giả: 6.000 Trọng tài: Trần Văn Lập |  |

| 04 tháng 6 năm 2023 11 - GĐ1 | Hải Phòng | 2–0                             | Hoàng Anh Gia Lai | Quận Ngô Quyền, Hải Phòng |  |
| 19:15                        |           | Chi tiết FPT Play, VTV5, VTV5TN |                   | Sân vận động: Lạch Tray   |  |

| 25 tháng 6 năm 2023 12 - GĐ1 | Hoàng Anh Gia Lai | – | Thành phố Hồ Chí Minh | Pleiku, Gia Lai      |  |
| 17:00                        |                   |   |                       | Sân vận động: Pleiku |  |

| 2 tháng 7 năm 2023 13 - GĐ1 | Topenland Bình Định | – | Hoàng Anh Gia Lai | Quy Nhơn, Bình Định    |  |
| 17:00                       |                     |   |                   | Sân vận động: Quy Nhơn |  |

### Cúp quốc gia
| tháng 6 năm 2023 Vòng 16 đội | Hoàng Anh Gia Lai | – | Becamex Bình Dương | Pleiku, Gia Lai      |
|                              |                   |   |                    | Sân vận động: Pleiku |

## Thống kê mùa giải

### Thống kê đội hình
| Số                                  | VT      | QT         | Cầu thủ            | Tổng số | Tổng số | V.League | V.League | Cúp Quốc gia | Cúp Quốc gia |         |         |         |         |
| Số                                  | VT      | QT         | Cầu thủ            | Trận    | Bàn     | Trận     | Bàn      | Trận         | Bàn          |         |         |         |         |
| Thủ môn                             | Thủ môn | Thủ môn    | Thủ môn            | Thủ môn | Thủ môn | Thủ môn  | Thủ môn  | Thủ môn      | Thủ môn      | Thủ môn | Thủ môn | Thủ môn | Thủ môn |
| ----------------------------------- | ------- | ---------- | ------------------ | ------- | ------- | -------- | -------- | ------------ | ------------ | ------- | ------- | ------- | ------- |
| 1                                   | TM      | Việt Nam   | Dương Văn Lợi      | 3       | 0       | 3        | 0        | 0            | 0            |         |         |         |         |
| 18                                  | TM      | Việt Nam   | Trần Trung Kiên    | 2       | 0       | 2        | 0        | 0            | 0            |         |         |         |         |
| 25                                  | TM      | Việt Nam   | Huỳnh Tuấn Linh    | 13      | 0       | 13       | 0        | 0            | 0            |         |         |         |         |
| Hậu vệ                              |         |            |                    |         |         |          |          |              |              |         |         |         |         |
| 2                                   | HV      | Việt Nam   | Lê Văn Sơn         | 17      | 0       | 17       | 0        | 0            | 0            |         |         |         |         |
| 5                                   | HV      | Việt Nam   | Nguyễn Hữu Anh Tài | 3       | 0       | 1+2      | 0        | 0            | 0            |         |         |         |         |
| 23                                  | HV      | Việt Nam   | Nguyễn Thanh Nhân  | 14      | 0       | 10+4     | 0        | 0            | 0            |         |         |         |         |
| 27                                  | HV      | Việt Nam   | Nguyễn Văn Triệu   | 7       | 0       | 4+3      | 0        | 0            | 0            |         |         |         |         |
| 44                                  | HV      | Sénégal    | Papé Diakité       | 17      | 0       | 17       | 0        | 0            | 0            |         |         |         |         |
| 62                                  | HV      | Việt Nam   | Phan Du Học        | 0       | 0       | 0        | 0        | 0            | 0            |         |         |         |         |
| 82                                  | HV      | Việt Nam   | A Hoàng            | 2       | 0       | 0+2      | 0        | 0            | 0            |         |         |         |         |
| Tiền vệ                             |         |            |                    |         |         |          |          |              |              |         |         |         |         |
| 4                                   | TV      | Việt Nam   | Châu Ngọc Quang    | 17      | 3       | 17       | 3        | 0            | 0            |         |         |         |         |
| 6                                   | TV      | Việt Nam   | Trần Thanh Sơn     | 6       | 0       | 0+6      | 0        | 0            | 0            |         |         |         |         |
| 8                                   | TV      | Việt Nam   | Trần Minh Vương    | 18      | 3       | 15+3     | 3        | 0            | 0            |         |         |         |         |
| 11                                  | TV      | Việt Nam   | Nguyễn Tuấn Anh    | 16      | 0       | 16       | 0        | 0            | 0            |         |         |         |         |
| 17                                  | TV      | Việt Nam   | Võ Đình Lâm        | 6       | 0       | 0+6      | 0        | 0            | 0            |         |         |         |         |
| 20                                  | TV      | Việt Nam   | Trần Bảo Toàn      | 18      | 0       | 17+1     | 0        | 0            | 0            |         |         |         |         |
| 24                                  | TV      | Việt Nam   | Nguyễn Đức Việt    | 6       | 0       | 1+5      | 0        | 0            | 0            |         |         |         |         |
| 29                                  | TV      | Việt Nam   | Âu Dương Quân      | 0       | 0       | 0        | 0        | 0            | 0            |         |         |         |         |
| 34                                  | TV      | Việt Nam   | Lê Hữu Phước       | 2       | 0       | 0+2      | 0        | 0            | 0            |         |         |         |         |
| 66                                  | TV      | Việt Nam   | Trần Đình Bảo      | 10      | 1       | 6+4      | 1        | 0            | 0            |         |         |         |         |
| 86                                  | TV      | Việt Nam   | Dụng Quang Nho     | 10      | 0       | 10       | 0        | 0            | 0            |         |         |         |         |
| Tiền đạo                            |         |            |                    |         |         |          |          |              |              |         |         |         |         |
| 7                                   | TĐ      | Bồ Đào Nha | Paollo Madeira     | 17      | 6       | 16+1     | 6        | 0            | 0            |         |         |         |         |
| 9                                   | TĐ      | Việt Nam   | Đinh Thanh Bình    | 15      | 2       | 10+5     | 2        | 0            | 0            |         |         |         |         |
| 12                                  | TĐ      | Brasil     | Washington Brandão | 18      | 2       | 18       | 2        | 0            | 0            |         |         |         |         |
| 19                                  | TĐ      | Việt Nam   | Nguyễn Quốc Việt   | 13      | 1       | 3+10     | 1        | 0            | 0            |         |         |         |         |
| 28                                  | TĐ      | Việt Nam   | Nguyễn Văn Anh     | 3       | 0       | 1+2      | 0        | 0            | 0            |         |         |         |         |
| Cầu thủ chuyển nhượng giữa mùa giải |         |            |                    |         |         |          |          |              |              |         |         |         |         |
| 3                                   | HV      | Việt Nam   | Lê Văn Đại         | 3       | 0       | 1+2      | 0        | 0            | 0            |         |         |         |         |

Nguồn: Competitions

### Cầu thủ ghi bàn
| #                                | Số áo                            | Cầu thủ                          | V.League 1 | Cúp Quốc gia | Tổng cộng |
| -------------------------------- | -------------------------------- | -------------------------------- | ---------- | ------------ | --------- |
| 1                                | 4                                | Châu Ngọc Quang                  | 3          | 0            | 3         |
| 1                                | 7                                | Paollo Madeira                   | 3          | 0            | 3         |
| 2                                | 12                               | Washington Brandão               | 2          | 0            | 2         |
| 2                                | 8                                | Trần Minh Vương                  | 2          | 0            | 2         |
| 5                                | 9                                | Đinh Thanh Bình                  | 1          | 0            | 1         |
| 5                                | 19                               | Nguyễn Quốc Việt                 | 1          | 0            | 1         |
| 5                                | 66                               | Trần Đình Bảo                    | 1          | 0            | 1         |
| Cầu thủ đối phương phản lưới nhà | Cầu thủ đối phương phản lưới nhà | Cầu thủ đối phương phản lưới nhà | 0          | 0            | 0         |
| Tổng cộng                        | Tổng cộng                        | Tổng cộng                        | 13         | 0            | 13        |

### Cầu thủ kiến tạo
| #         | Số áo     | Cầu thủ            | V.League 1 | Cúp Quốc gia | Tổng cộng |
| --------- | --------- | ------------------ | ---------- | ------------ | --------- |
| 1         | 8         | Trần Minh Vương    | 3          | 0            | 3         |
| 1         | 12        | Washington Brandão | 2          | 0            | 2         |
|           | 7         | Paollo Madeira     | 2          | 0            | 2         |
| 3         | 88        | Dụng Quang Nho     | 1          | 0            | 1         |
| 3         | 2         | Lê Văn Sơn         | 1          | 0            | 1         |
| Tổng cộng | Tổng cộng | Tổng cộng          | 9          | 0            | 9         |

### Thủ môn giữ sạch lưới
| #         | Số áo     | Cầu thủ         | V.League 1 | Cúp Quốc gia | Tổng cộng |
| --------- | --------- | --------------- | ---------- | ------------ | --------- |
| 1         | 26        | Huỳnh Tuấn Linh | 1          | 0            | 1         |
| 2         | 1         | Dương Văn Lợi   | 0          | 0            | 0         |
| 2         | 25        | Trần Trung Kiên | 0          | 0            | 0         |
| Tổng cộng | Tổng cộng | Tổng cộng       | 1          | 0            | 1         |

### Thẻ phạt
| #         | Cầu thủ           | Số áo     | Vị trí    | V.League 1 | V.League 1 | Cúp Quốc gia | Cúp Quốc gia | Tổng cộng | Tổng cộng |
| #         | Cầu thủ           | Số áo     | Vị trí    | Thẻ vàng   | Thẻ đỏ     | Thẻ vàng     | Thẻ đỏ       | Thẻ vàng  | Thẻ đỏ    |
| --------- | ----------------- | --------- | --------- | ---------- | ---------- | ------------ | ------------ | --------- | --------- |
| 1         | Papé Diakité      | 44        | HV        | 3          |            |              |              | 3         |           |
| 1         | Châu Ngọc Quang   | 4         | TV        | 3          |            |              |              | 3         |           |
| 3         | Paollo Oliveira   | 7         | TĐ        | 1          |            |              |              | 1         |           |
| 3         | Dụng Quang Nho    | 88        | TV        | 1          |            |              |              | 1         |           |
| 3         | Đinh Thanh Bình   | 9         | TĐ        | 1          |            |              |              | 1         |           |
| 3         | Nguyễn Thanh Nhân | 23        | HV        | 1          |            |              |              | 1         |           |
| Tổng cộng | Tổng cộng         | Tổng cộng | Tổng cộng | 10         | 0          | 0            | 0            | 10        | 0         |